# Karl Malone Award

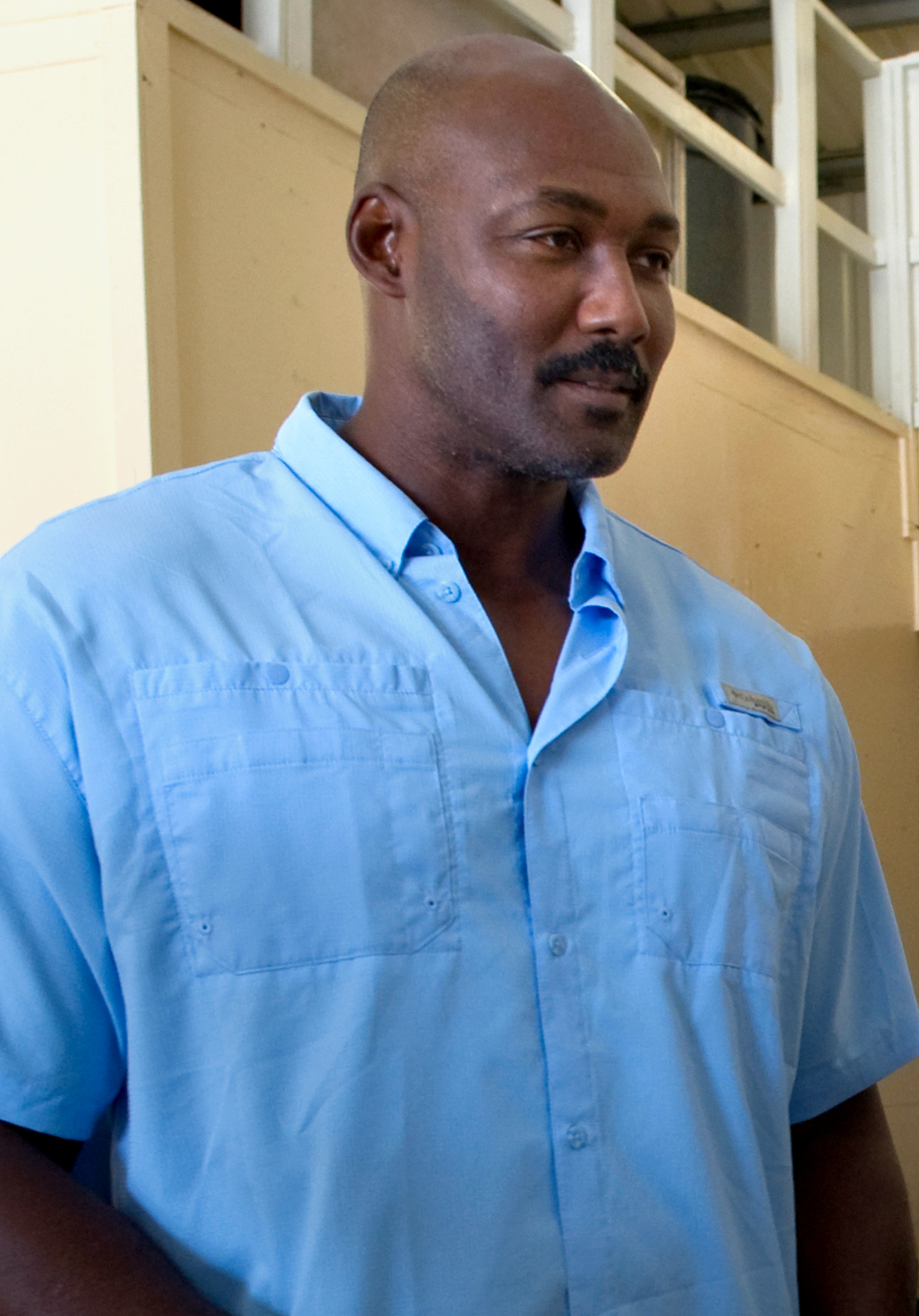
Nagroda nosi imię Karla Malone.

Karl Malone Power Forward of the Year Award – nagroda przyznawana corocznie przez Koszykarską Galerię Sław im. Jamesa Naismitha najlepszemu koszykarzowi akademickiemu w USA, występującemu na pozycji silnego skrzydłowego.
Po sukcesie nagrody – Bob Cousy Award, którą zaczęto przyznawać w 2004 roku, kapituła Galerii Sław stworzyła ją wraz z trzema innymi (Jerry West Award, Kareem Abdul-Jabbar Award, Julius Erving Award) na inauguracyjną ceremonię – College Basketball Awards w 2015 roku.
Nagroda nosi imię 14-krotnego uczestnika NBA All-Star Game, 11-krotnego członka All-NBA First Team – Karla Malone'a. Pierwszym laureatem w historii został wybrany Montrezl Harrell.

## Laureaci
| *            | Nagrodzeni tytułem Krajowego Akademickiego Koszykarza Roku: im. Naismitha lub John R. Wooden Award |
| Zawodnik (X) | Cyfra w nawiasie oznacza liczbę nagród, uzyskanych przez tego samego zawodnika                     |
| Freshman     | koszykarz I roku                                                                                   |
| Sophomore    | Koszykarz II roku                                                                                  |
| Junior       | koszykarz III roku                                                                                 |
| Senior       | Koszykarz IV roku                                                                                  |

| Sezon   | Zawodnik         | Uczelnia   | Status    |
| ------- | ---------------- | ---------- | --------- |
| 2014–15 | Montrezl Harrell | Louisville | Junior    |
| 2015–16 | Georges Niang    | Iowa State | Senior    |
| 2016–17 | Johnathan Motley | Baylor     | Junior    |
| 2017–18 | Deandre Ayton    | Arizona    | Freshman  |
| 2018–19 | Zion Williamson* | Duke       | Freshman  |
| 2019–20 | Obi Toppin*      | Dayton     | Sophomore |
| 2020–21 | Drew Timme       | Gonzaga    | Sophomore |
| 2021–22 | Keegan Murray    | Iowa       | Sophomore |